# Afterschool
Afterschool és una pel·lícula estatunidenca estrenada el 2008. Opera prima d'Antonio Campos, és plena de referències a Frederick Wiseman, Gus Van Sant i Michael Haneke, quan no són plans revisitats o molt clarament inspirats en The Virgin Suicides i Elephant.

## Argument
Robert és estudiant, intern en una universitat de la costa Est. Solitari i una mica neuròtic, no manté més que superficials relacions amb el seu coarrendatari, camell de droga. Robert ocupa la majoria del seu temps a visionar vídeos porno. També és vídeoaficionat, i es troba efectuant localitzacions als passadissos del campus quan filma per casualitat la mort de dues estudiants per sobredosi. El director demana a Robert que realitzi un vídeo homenatge.

## Repartiment
- Ezra Miller: Robert
- Emory Cohen: Trevor
- Jeremy Allen White: Dave
- Michael Stuhlbarg: Mr. Burke
- Addison Timlin: Amy
- Rosemarie Dewitt: el professor
- Lee Wilkof: Mr. Wiseman
- Christopher McCann: Mr. Ullman

## Crítica
"Mamà, tinc la impressió que la gent aquí no m'estima." Massa ocupada per la seva pròpia vida, la mare no sent aquest crit d'angoixa xiuxiuejat al telèfon pel seu fill Robert, 16 anys, pensionat en un centre escolar per a la joventut daurada de la Costa Est dels Estats Units. "No t’encaparris, és clar que tothom, ets formidable... ", respon, absent. Quan el noi insisteix, li proposa tornar a prendre "medicaments".
La violència simbòlica d'aquesta escena dona el to. La càrrega de crítica social que encobreix no és tanmateix l'única entrada possible d'aquesta pel·lícula. Primer llargmetratge d'un jove cineasta de 24 anys descobert aquest any en la secció de Canes "Un certain regard", Afterschool convida a reflexionar sobre la naturalesa i els efectes de les imatges a Internet.